# Alleestraße 21 (Mönchengladbach)

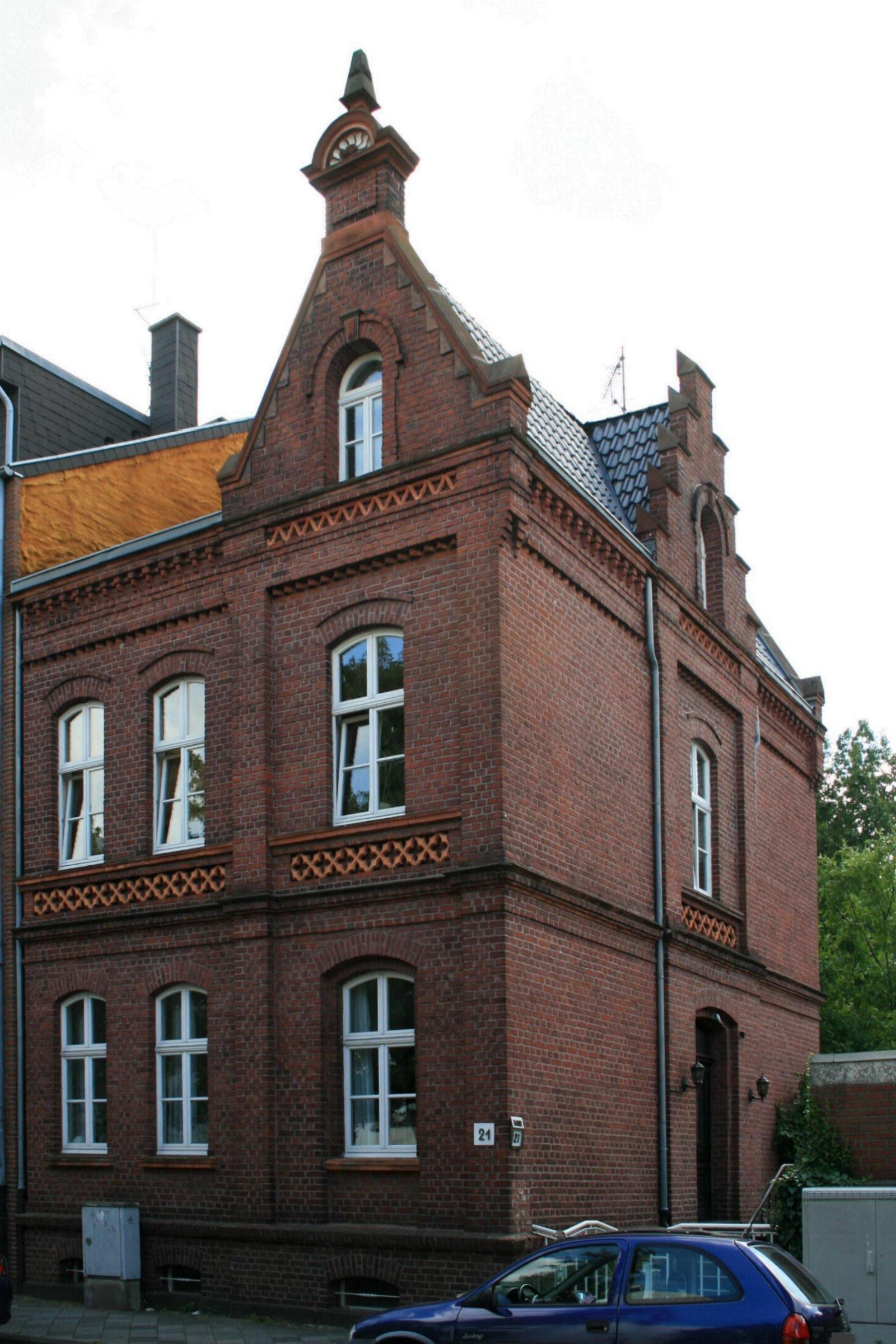
Hausmeisterhaus (2010)

Das Hausmeisterhaus Alleestraße 21 steht im Stadtteil Hardterbroich-Pesch in der Stadt Mönchengladbach in Nordrhein-Westfalen. Es wurde zwischen 1885 und 1890 erbaut. Das Haus ist unter Nr. A 022 am 15. Dezember 1987 in die Denkmalliste der Stadt Mönchengladbach eingetragen worden.

## Architektur
Das zur katholischen Grundschule in Pesch gehörende Hausmeisterwohnhaus ist zweigeschossig und ist ein unmittelbar an die Straße herangerückter Backsteinbau in gotisierendem Formenrepertoire, zwischen 1885 und 1890 erbaut.
Allseitig akzentuiert durch risalitartig vor die Fassade tretende und im Detail unterschiedlich ausgebildete Dreiecksgiebel. Gleichförmige Stichbogenfenster, nur in den Giebelfeldern rundbogig, öffnen die von einem befensterten Kellersockel unterfangenen, jeweils in drei Achsen gegliederten Gebäudeseiten. Die horizontale Gliederung erfolgt durch Keller-, Sohlbank- und verkröpfte Geschossgesimse.
Erd- und Obergeschoss der Straßenfront werden zudem durch eine zwischen Stockwerk- und Fensterbankgesims eingeschlossene Frieszone mit stilisierten Rautenfeldern aus helleren Formziegeln getrennt. Zwei geschossübergreifende Lisenen rahmen das rechte, giebelüberhöhte Außenjoch, das mit einem variierend gestalteten Friesstreifen den Giebelaufsatz abgrenzt. Ein vorgezogenes Mauerband mit einem Konsolfries schließt den linken Gebäudeabschnitt ab.
Die weitgehend geschlossene rechte Seitenfront zeigt in der durch Treppengiebel betonten Mittelachse die durch einen zweiläufigen Treppenaufgang zugängliche Türnische. Darüber im Obergeschoss ein einzelnes, gleichfalls von lisenenhaften Wandvorlagen eingefasstes Fenster mit Brüstungsfries (analog Straßenfront).
Unterhalb des Satteldaches ist der Fassadenabschluss entsprechend der Straßenseite gestaltet. Die Rückfront markiert der linksseitig herausgestellte Treppenhaus-Risalit, der im Erdgeschoss durch eine segmentbogig überdeckte Tür mit zwei flankierenden kleinen Fenstern geöffnet wird. Mittig darüber, durch Friesstreifen und Sohlbankgesims abgesetzt, eine Fensteröffnung mit darauffolgendem Blend-Ochsenauge. Der obere Fassadenabschluss ist analog dem der beiden anderen Seiten (variierend der Friesstreifen des Risalits) ausgebildet.